# Croton althaeifolius
Espèce
Croton althaeifolius est une espèce de plantes à fleurs du genre Croton et de la famille des Euphorbiaceae, peut-être originaire d'Amérique.
Il a pour synonymes :
- Oxydectes althaeifolia (Mill.) Kuntze
- Semilta althaeifolia (Mill.) Raff.